# Фергус Дубдетах
Фергус Дубдетах або Фергус Чорний Зуб (давньоірл. Fergus Dubdétach) — верховний король Ірландії. Роки правління: 203–204 (згідно з хроніками Джеффрі Кітінга) або 225—226 роки н. е. (згідно з «Книгою Чотирьох Майстрів»). Король Уладу (королівство Ольстер), який на короткий час став верховним королем Ірландії. Батько — Фіннхад мак Огаман (давньоірл. Finnchad mac Ogaman) — нащадок колишнього верховного короля Ірландії та короля Улада Фіатаха Фінна. У «Книзі чотирьох майстрів» батьком Фергуса називається Імхад (ірл. — Imchad) і про нього більше не сказано нічого.

## Прихід до влади і правління
Кормак мак Арт — син верховного короля Ірландії Арта Самотнього вигнав з Тари верховного короля Лугайда мак Кона. Приводом для перевороту були несправедливості, які вчинив Лугайд по відношенню до стад худоби, які він незаконно привласнив. Лугайд втік у королівство Мюнстер (Муму), де був вбитий своїми родичами: його вітчим — Айліль Аулом, який досі був живий, не пробачив йому вбивство свого сина Еогана Мора і вкусив його отруйним зубом коли вони обнялися. Потім Айліль відправив філіда Ферхеса мак Комайна (давньоірл. Ferches mac Commáin) та його братів — Фергуса Кашфіахлаха (Фергуса Міцні Зуби) (давньоірл. Fergus Caisfhiachlach) та Фергуса Фолтебайра (Фергуса Довге Волосся) (давньоірл. Fergus Foltlebair) довершити помсту. Ферхес знайшов Лугайда, коли той помирав, стояв притулившись спиною до священного каменя, філід заколов його списом. Кормак мак Арт не зміг скористатися цим і посісти трон ірландських королів. Він змушений був тікати в Коннахт, а трон верховних королів зайняв король Ольстера Фергус Дубдетах.

## Правління і смерть
Правив Ірландією протягом всього одного року, після чого мусив воювати з Кормаком мак Артом, який підняв на нього військо за допомогою Тадга мак Кейна та Лугайда Лама. Фергус Дубдетах загинув у битві під Крінна.
Книга «Lebor Gabála Érenn» не вказує Фергуса Дубдетаха у списку верховних королів Ірландії, але Джеффрі Кітінг не тільки згадує його у цій якості, але і наводить довгі генеалогії його предків та нащадків.